# Лукашевич, Юзеф
Ю́зеф Лукаше́вич (Иосиф Дементьевич Лукашевич; 1 [13] декабря 1863, Вильна — 19 октября 1928, Вильно, Виленское воеводство) — участник русского революционного движения, российский и польский геолог.

## Биография
Родился 1 (13) декабря 1863 года в имении Быковка, близ города Вильна, Российская империя. Из дворян.
По окончании гимназии в Вильно, с 1883 года, учился в Петербургском университете.
Один из организаторов «Террористической фракции» партии «Народная воля». На процессе по делу 1 марта 1887 был приговорён к смертной казни, заменённой бессрочной каторгой, которую отбывал в Шлиссельбургской крепости. Освобождён в 1905 году и в дальнейшем от политической деятельности отстранился. Оставил «Воспоминания о деле 1 марта 1887» (1917).
В 1911—1919 работал в Геологическом комитете России.
В 1915 году выдвинул гипотезу о связи оледенений с горообразовательными процессами.
В 1919 году вернулся в Вильно.
1 января 1920 года был назначен исполняющим обязанности профессора на кафедре геологии Университета Стефана Батория, летом того же года стал профессором и заведующим кафедрой физической геологии.
В работе «Неорганическая жизнь Земли» (ч. 1—3, 1908—11) высказал идею зонального метаморфизма горных пород; занимался проблемой механизма круговорота веществ в земной коре.
Скончался 19 октября 1928 года в Вильно. Похоронен на кладбище Расу.